# مالكوم لانغ (سياسي)
مالكوم لانغ هو سياسي كندي، ولد في 25 فبراير 1875 في كندا، وتوفي في 24 فبراير 1941. حزبياً، نشط في الحزب الليبرالي الكندي. وقد انتخب عضو برلمان مقاطعة أونتاريو وانتخب عضو مجلس العموم الكندي.